# アウルス・アティリウス・カラティヌス
アウルス・アティリウス・カラティヌス（ラテン語: Aulus Atilius Calatinus (Caiatinusとも)、紀元前216年以前に死亡）は共和政ローマ中期の政治家、将軍である。紀元前258年と紀元前254年の二度執政官（コンスル）に選ばれている。

## 経歴
ガイウス・スルピキウス・パテルクルスと共に紀元前258年の執政官に選出され、カラティヌスはシケリア（シチリア）に派遣された。この最初の執政官としての任期中には、いくつかのシケリア都市を奪取するという成功を収めたものの、カルタゴ軍の待ち伏せに合い、トリブヌス・ミリトゥム（高級将校）であるマルクス・カルプルニウス・フラマの活躍によって何とか脱出することができた。しかし、翌年にローマに帰還した際には凱旋式を挙行する名誉を得、さらに同年のプラエトル（法務官）に就任している。
紀元前254年にはグナエウス・コルネリウス・スキピオ・アシナと共に執政官に選ばれた。両者共に二度目の執政官就任であった。ローマ艦隊は前年にアフリカから引き上げる際に嵐に遭遇して壊滅してしまっていたため、二人の執政官は合計で220隻からなる艦隊を再建した。両者共にシケリアに向かい、パノルムス（現在のパレルモ）を占領することに成功した。ローマ帰国後はスキピオ・アシナのみが凱旋式を実施している（おそらくは、カラティヌスは既に紀元前257年に凱旋式を行っていたためと考えられる）。
紀元前249年、ドレパナ沖の海戦でプブリウス・クラウディウス・プルケルが敗北し、それに続いてルキウス・ユニウス・プッルスの艦隊も嵐とカルタゴ軍の攻撃で壊滅した。プルケルは120,000アスの罰金を科され、プッルスは自殺した。軍の指揮を執る執政官がいなくなったため、プルケルはマルクス・クラウディウス・グリキアを独裁官（ティクタトル）に指名したが、グリキアはプルケルの元解放奴隷であり元老院議員でもなかったために直ちに解任された。代わってカラティヌスが独裁官に選出され、軍を率いてシケリアに向かった。これは独裁官がイタリア半島外に出征した最初の例であった。しかし、シケリアで特筆すべきような勝利は得られなかった。
紀元前247年にはケンソルに選出され、ケンススの結果成年人口は241,212人であった。紀元前241年にはアエガテス諸島沖の海戦の勝利に対する凱旋式を、プロコンスルのガイウス・ルタティウス・カトゥルスとプロプラエトルのクィントゥス・ウァレリウス・ファルトのどちらが行うかを調停し、カラティヌスはカトゥルスを選んでいる。但し、ローマ市民は実際に艦隊を率いた（カトゥルスは怪我のため海戦には参加していない）ファルトの栄誉を讃えることも望んだため、結局はファルトも凱旋式を行った。
カラティヌスはフォルム・ホリトリウムのスペース神（若者の希望と安全を司る女神）の神殿とカピトリヌスの丘のフィデース神（信義・忠誠・誠実・信仰の女神）の神殿を献納したと言われている。
紀元前216年の時点で、紀元前241年のケンソルであったマルクス・ファビウス・ブテオが最高齢の元ケンソルと記述されていることから、彼より年長であったと思われるカラティヌスは、それより以前に死去していたと思われる。

## 参考資料
- この記事には現在パブリックドメインである次の出版物からのテキストが含まれている: Smith, William, ed. (1870). "Calatinus, A. Atilius". Dictionary of Greek and Roman Biography and Mythology (英語). Vol. 1. p. 560.
- T. R. S. Broughton (1951, 1986). The Magistrates of the Roman Republic Vol.1. American Philological Association